# Біатлон на зимових Азійських іграх 2007
Змагання з біатлону на зимових Азійських Іграх 2007 проводилися в Чанчунь, (Китай) з 29 січня по 2 лютого. Було проведено 7 змагань, три для чоловіків та чотири для жінок.

## Країни-учасники
У змаганнях взяли участь 42 спортсмени з семи країн.
| Країна            | КС |
| ----------------- | -- |
| Китай             | 9  |
| Китайський Тайбей | 2  |
| Казахстан         | 10 |
| Японія            | 8  |
| Монголія          | 2  |
| Південна Корея    | 10 |
| Киргизстан        | 10 |

## Медалісти

### Чоловіки
| Дисципліна           | Золото                                       | Срібло                                                         | Бронза                                                                          |
| -------------------- | -------------------------------------------- | -------------------------------------------------------------- | ------------------------------------------------------------------------------- |
| 10 км, спринт        | Хіденорі Іса Японія                          | Джанг Ченгє Китай                                              | Джанг Цінг Китай                                                                |
| 20 км, індивідуальна | Александр Червяков Казахстан                 | Джанг Цінг Китай                                               | Хіденорі Іса Японія                                                             |
| 4 × 7,5 км, естафета | Китай Джанг Цінг Джанг Ченгє Рен Лонг Тьєн Є | Японія Татсумі Касахара Хіденорі Іса Йошіюкі Асарі Шінья Саіто | Казахстан Сергей Наумік Александр Тріфонов Єрден Абдрахманов Александр Червяков |

### Жінки
| Дисципліна           | Золото                                    | Срібло                                                                            | Бронза                                                            |
| -------------------- | ----------------------------------------- | --------------------------------------------------------------------------------- | ----------------------------------------------------------------- |
| 7,5 км, спринт       | Лю Сяньїн Китай                           | Кун Їнчао Китай                                                                   | Донг Сюе Китай Тамамі Танака Японія                               |
| 15 км, індивідуальна | Лю Сяньїн Китай                           | Кун Їнчао Китай                                                                   | Інна Можевітіна Казахстан                                         |
| 4 × 6 км, естафета   | Китай Кун Їнчао Донг Сюе Лю Сяньїн Ін Цяо | Казахстан Олена Хрустальова Вікторія Афанасьєва Інна Можевітіна Ольга Полтораніна | Японія Мегумі Ізумі Тамамі Танака Мегумі Матсуура Ікуйо Тсукідате |

## Таблиця медалей
| Місце | Країна    | Золото | Срібло | Бронза | Загалом |
| ----- | --------- | ------ | ------ | ------ | ------- |
| 1     | Китай     | 5      | 5      | 3      | 13      |
| 2     | Японія    | 1      | 1      | 3      | 5       |
| 3     | Казахстан | 1      | 1      | 3      | 5       |
| Разом | Разом     | 7      | 7      | 9      | 23      |